# Андреевка (Олевский район)
Андре́евка (укр. Андріївка) — село на Украине, основано в 1445 году, находится в Олевском районе Житомирской области.
Код КОАТУУ — 1824486802. Население по переписи 2001 года составляет 219 человек. Почтовый индекс — 11016. Телефонный код — 4135. Занимает площадь 0,87 км².

## Адрес местного совета
11016, Житомирская область, Олевский р-н, с.Сущаны, ул. Ленина, 14